# NGC 2779
NGC 2779 este o galaxie lenticulară situată în constelația Linxul. A fost descoperită în 13 martie 1850 de către William Parsons, 3rd Earl of Rosse⁠(d).